# Cankuzo

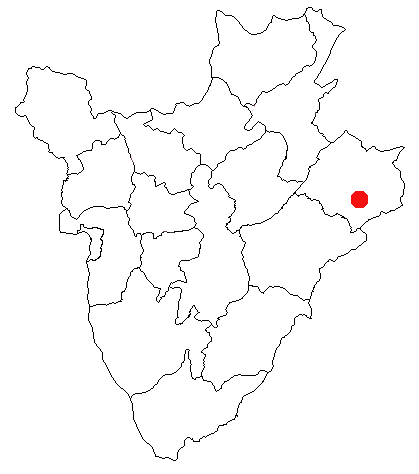
Cankuzos läge i Burundi.

Cankuzo är administrativ huvudort för provinsen Cankuzo samt kommunen Cankuzo i östra delen av Burundi. Folkmängden uppgick till 3 976 invånare vid folkräkningen 2008.